# Emmanouíl Xánthos
Emmanouíl Xánthos (grec moderne : Εμμανουήλ Ξάνθος ; 1772 – 28 novembre 1852) est un marchand grec. Il fut l'un des fondateurs de la Filikí Etería (« Société des Amis »), une organisation secrète grecque conspirante opposée à l'Empire ottoman,.

## Biographie
Emmanouíl Xánthos est né sur l'île égéenne de Patmos, en Grèce ottomane. Il a émigré en Italie dans sa jeunesse et a été initié dans la Loge maçonnique de Leucade (« Société des bâtisseurs libres de Sainte-Maure »), avant de finalement s'installer à Odessa, en Russie. Là-bas, il fait la connaissance de Nikólaos Skoufás et Athanásios Tsakálof. Les trois hommes ont l'idée de créer une organisation secrète pour préparer le terrain à l'indépendance grecque et fondent ensemble Filiki Eteria en 1814 à Odessa. En 1818, les trois partenaires s'installent à Constantinople pour faire avancer leur cause. Là-bas, en juillet, Skoufás tombe malade et meurt. Xánthos est très engagée dans la guerre d'indépendance grecque qui a débuté en 1821.
Pendant la guerre, Emmanouíl Xánthos organise depuis l'Autriche l'évasion d'Alexandre Ypsilántis, le futur chef de la Filikí Etería, qui était alors retenu captif dans la prison de Mugach.
Avant sa mort, Xánthos écrivit ses Mémoires ( Απομνημονεύματα) qui furent publiées en 1854 et constituent aujourd'hui une source importante d'informations historiques sur le fonctionnement interne de la guerre d'indépendance grecque.
Emmanouíl Xánthos est mort à Athènes. Il était marié à Sévastí Kroustála.

## Livres
- Xanthos, Em. , Memoirs for the Friendly Society (réimpression en fac-similé de l'édition de 1834), Vergina (Athènes, 1996)